# المهدی علی مختار
المهدی علی مختار (زاده ۲ مارس ۱۹۹۲ دوحه) یک بازیکن فوتبال اهل قطر است.
وی همچنین در تیم ملی فوتبال قطر بازی کرده‌است.